# Washington and Sunderland West
La circonscription de Washington and Sunderland West est une circonscription située dans le Tyne and Wear, et représentée à la Chambre des communes du Parlement britannique depuis 2010 par Sharon Hodgson du Parti travailliste.